# Кастельс, Мануэль
Мануэ́ль Касте́льс (исп. Manuel Castells; род. 9 февраля 1942[…], Эльин, Кастилия-Ла-Манча) — испанский социолог-постмарксист, один из основателей теории новой социологии города. Министр высшего образования Испании (2020—2021).
Считается одним из ведущих социологов современности, специализирующимся в области теории информационного (постиндустриального) общества. В начале научной карьеры изучал проблемы урбанистики.

## Биография
В 1958 году поступил в Барселонский университет. С 1960 года участвовал в антифранкистском движении. В 1962 году эмигрировал во Францию, учился в Парижском университете у Алена Турена.
Преподавал социологию в Университете Западный Париж — Нантер-ля-Дефанс (откуда был уволен за поддержку студенческих протестов «Красного мая» 1968 года, одним из предводителей которых был его студент Даниэль Кон-Бендит) и Высшей школе социальных наук.
С 1979 года — профессор Калифорнийского университета в Беркли. Одновременно в 1988—1994 годах директор Института социологии новых технологий при Мадридском автономном университете.
В качестве приглашённого профессора читает лекции в крупнейших университетах мира.
С 1984 года неоднократно посещал СССР и Россию. В 1984 году на рабочем совещании Международной социологической ассоциации в Новосибирске познакомился с социологом Эммой Киселёвой, на которой женился в 1993 году. Весной 1992 году работал в России руководителем группы зарубежных экспертов, приглашённых правительством РФ, но рекомендации группы Кастельса были отклонены.
В начале научной карьеры был сторонником структуралистского марксизма Луи Альтюссера, под влиянием которого придавал значение комплексному анализу развития общества, обращая основное внимание на социальные противоречия и конфликты. Кастельс, однако, отрицает тезис о рабочем классе как главном двигателе перемен и демонстрирует критическое отношение к коммунистическим режимам и к коммунизму как конечной цели, утверждая, что «все утопии ведут к террору, если предпринимается серьезная попытка воплотить их в жизнь».
В 1996—1998 годах опубликовал фундаментальную трёхтомную монографию «Information Age: Economy, Society and Culture», которая подводит итог его многолетним исследованиям о современном мире.
13 января 2020 года назначен министром высшего образования во втором кабинете Санчеса. Подал в отставку по состоянию здоровья. 20 декабря 2021 года его сменил Жоан Субиратс.

## Премии
- Премия Хольберга (2012)
- Премия Бальцана (2013)

## Сочинения

### На русском языке

#### Монографии
- Кастельс М. Информационная эпоха: экономика, общество и культура / Пер. с англ. под науч. ред. О. И. Шкаратана. — М.: ГУ ВШЭ, 2000. — 608 с. (Перевод тома I трилогии «Information Age» с добавлением главы 1 из тома III (в этом издании это глава 8, посвященная коллапсу СССР и состоянию современной России) и итогового заключения ко всей работе из тома III).
- Кастельс М., Химанен П. Информационное общество и государство благосостояния: Финская модель. / Пер. с англ. А.Калинина, Ю.Подороги. — М.: Логос, 2002. — 219 с.
- Кастельс М. Галактика Интернет: Размышления об Интернете, бизнесе и обществе[англ.] / Пер. с англ. А. Матвеева под ред. В. Харитонова. — Екатеринбург: У-Фактория (при участии Гуманитарного ун-та), 2004. — 328 с. (Серия «Академический бестселлер»).
- Кастельс М. Власть коммуникации: учеб. пособие / Пер. с англ. Н. М. Тылевич (под науч. ред. А. И. Черных) — М.: ГУ ВШЭ, 2016. — 563 с.
  - Кастельс М. Власть коммуникации / пер. с англ. Н. М. Тылевич. — М.: Издательский дом Высшей школы экономики, 2020. — 591 с. — (Переводные учебники ВШЭ). — ISBN 978-5-7598-2119-9.

#### Статьи
- Кастельс М., Киселева Э. Кризис индустриального этатизма и коллапс Советского Союза (статья представляет собой главу 8 из книги «Информационная эпоха») // Мир России. Социология. Этнология : журнал. — 1999. — Т. 8, № 3. — С. 3—56. — ISSN 1811-038X.
- Кастельс М., Киселева Э. Россия и сетевое сообщество. Аналитическое исследование // Мир России. Социология. Этнология : журнал. — 2000. — Т. 9, № 1. — С. 23—51. — ISSN 1811-038X.
- Кастельс М. Глобальный капитализм // Экономические стратегии : журнал. — 2000. — Т. 2, № 3. — С. 14—25. — ISSN 1680-094Х.
- Кастельс М. Глобальна ли глобальная экономика? // Экономические стратегии : журнал. — 2000. — Т. 2, № 4. — С. 14—24. — ISSN 1680-094Х.
- Кастельс М. Глобальный капитализм: уроки для России // Экономические стратегии : журнал. — 2000. — Т. 2, № 5. — С. 54—62. — ISSN 1680-094Х.
- Кастельс М., Киселева Э. Россия в информационную эпоху // Мир России. Социология. Этнология : журнал. — 2001. — Т. 10, № 1. — С. 35—66. — ISSN 1811-038X.
- Кастельс М. Масштаб игры // Экономические стратегии : журнал. — 2003. — Т. 5, № 3. — С. 26—33. — ISSN 1680-094Х.
- Кардозу Ф. Э., Карной М., Кастельс М., Коэн С. С., Турен А. Отчет Российскому правительству международной группы советников по социальным и политическим проблемам экономических реформ и структурных преобразований в России // Мир России. Социология. Этнология : журнал. — 2010. — Т. 19, № 2. — С. 3—18. — ISSN 1811-038X.
- Кастельс М. Коммуникация, власть и контр-власть в сетевом обществе // Концепция «общества знания» в современной социальной теории: Сб. науч. тр. / Отв. ред. Д. В. Ефременко. — М.: РАН. ИНИОН. Центр социал. науч.-информ. исслед. Отд. социологии и социал. психологии, 2010. — С. 227—232. — ISBN 978-5-248-00507-9.
- Кастельс М. Медиабизнес, медиаконвергенция и конвергенция в журналистике // Медиаконвергенция и мультимедийная журналистика. Материалы к обучающим семинарам / сост. С. Балмаева. — Екатеринбург: Типография "Аграф", 2010. — С. 7—16. — ISBN 978-5-7525-2715-9.
  - Кастельс М. Медиабизнес, медиаконвергенция и конвергенция в журналистике // Неожиданная современность: меняющиеся реалии XXI века. Мир-Россия-Урал. — Екатеринбург: Автономная некоммерческая организация высшего образования "Гуманитарный университет", 2010. — С. 270—276. — ISBN 978-5-7741-0129-0.
- Кастельс М., Алексеева А. Кастельс: Наша жизнь – гибрид виртуального и физического пространства: Из интервью М. Кастельса корреспонденту РИА Новости А. Алексеевой 22.06.2012 // Социальные сети и виртуальные сетевые сообщества: Сб. науч. тр. / Отв. pед. Л. Н. Верченов, Д. В. Ефременко, В. И. Тищенко. — М.: РАН. ИНИОН. Центр социал. науч.-информ. исслед, 2013. — С. 43—55. — ISBN 978-5-248-00644-1.

### На английском языке
- The Urban Question. A Marxist Approach (trans: Alan Sheridan). London, Edward Arnold (1977) (Original publication in French, 1972)
- City, Class and Power. London; New York, MacMillan; St. Martins Press (1978)
- The Economic Crisis and American Society. Princeton, NJ, Princeton University Press (1980)
- The City and the Grassroots: A Cross-cultural Theory of Urban Social Movements. Berkeley: University of California Press (1983)
- The Informational City: Information Technology, Economic Restructuring, and the Urban Regional Process. Oxford, UK; Cambridge, MA: Blackwell (1989)
- The Rise of the Network Society, The Information Age: Economy, Society and Culture, Vol. I. Cambridge, MA; Oxford, UK: Blackwell (1996) (second edition, 2000)
- The Power of Identity, The Information Age: Economy, Society and Culture, Vol. II. Cambridge, MA; Oxford, UK: Blackwell (1997) (second edition, 2004)
- The End of the Millennium, The Information Age: Economy, Society and Culture, Vol. III. Cambridge, MA; Oxford, UK: Blackwell (1998) (second edition, 2000)
- The Internet Galaxy. Reflections on the Internet, Business and Society. Oxford University Press (2001)
- The Information Society and the Welfare State: The Finnish Model. Oxford University Press, Oxford (2002) (co-author, Pekka Himanen[англ.])
- The Network Society: A Cross-Cultural Perspective. Cheltenham, UK; Northampton, MA, Edward Edgar (2004), (editor and co-author)
- The Network Society: From Knowledge to Policy. Center for Transatlantic Relations (2006) (co-editor)
- Mobile Communication and Society: A Global Perspective[англ.]. MIT Press (2006) (co-author)
- Communication power. Oxford/New York, Oxford University Press (2009) ISBN 978-0-19-956704-1
- Aftermath: the cultures of the economic crisis. Oxford, UK: Oxford University Press (2012) ISBN 978-0-19-965841-1
- Networks of Outrage and Hope. Social Movements in the Internet Age. Cambridge, Massachusetts, Polity Press (2012) ISBN 978-0-74-566284-8
- Reconceptualizing Development in the Global Information Age. Oxford University Press (2014) (co-author, Pekka Himanen) ISBN 978-0-19-871608-2
- Rupture: the crisis of liberal democracy. Cambridge, UK, Polity Press (2018) ISBN 978-1-5095-3199-8
- The New Latin America, Cambridge Polity Press (2019).

### На испанском языке
- La nueva revolución rusa. Madrid, Sistema (1992) («Новая русская революция»)